# The Woman I Loved So Well
The Woman I Loved so Well è un album dei Planxty, pubblicato dalla Tara Records nel 1980. Il disco fu registrato al "Windmill Lane Studios" di Dublino (Irlanda).

## Tracce
Lato A
1. True Love Knows No Season – 5:31 (Norman Blake)
2. Out on the Ocean (Tierney's) / Tiocfaídh Tú Abhaile Liom ("You Will Come Home with Me?") – 3:23 (A. Irvine, D. Lunny, C. Moore, L. O'Flynn)
3. Roger O'Hare – 5:34 (A. Irvine, D. Lunny, C. Moore, L. O'Flynn)
4. The Tailor's Twist – 3:15 (Brano tradizionale, arrangiamento L. O'Flynn)
5. Kellswater – 5:01 (A. Irvine, D. Lunny, C. Moore, L. O'Flynn)

Lato B
1. Johnny of Brady's Lea – 6:34 (A. Irvine, D. Lunny, C. Moore, L. O'Flynn)
2. The Woman I Never Forgot (Canny's) / The Pullet / The Ladies' Pantaletts – 4:21 (A. Irvine, D. Lunny, C. Moore, L. O'Flynn)
3. Little Musgrave – 11:26 (A. Irvine, D. Lunny, C. Moore, L. O'Flynn)

Edizione CD del 1992, pubblicato dalla Tara Records (TARA CD 3005)
1. True Love Knows No Season – 5:29 (Norman Blake)
2. Out on the Ocean (Tierney's) / Tiocfaídh Tú Abhaile Liom ("You Will Come Home with Me?") – 3:20 (A. Irvine, D. Lunny, C. Moore, L. O'Flynn)
3. Roger O'Hehir – 5:33 (A. Irvine, D. Lunny, C. Moore, L. O'Flynn)
4. The Tailor Twist – 3:14 (Brano tradizionale, arrangiamento L. O'Flynn)
5. Kellswater – 4:59 (A. Irvine, D. Lunny, C. Moore, L. O'Flynn)
6. Johnny of Brady's Lea – 6:31 (A. Irvine, D. Lunny, C. Moore, L. O'Flynn)
7. The Woman I Never Forgot / The Pullet / The Ladies' Pantaletts – 4:19 (A. Irvine, D. Lunny, C. Moore, L. O'Flynn)
8. Little Musgrave – 11:26 (A. Irvine, D. Lunny, C. Moore, L. O'Flynn)

## Musicisti
- Christy Moore - chitarra, bodhrán, voce
- Donal Lunny - bouzouki a dieci corde, chitarra, sintetizzatore
- Andy Irvine - bouzouki, mandolino, chitarra, voce
- Liam O'Flynn - cornamuse (uilleann pipes, tin whistle)

Musicisti aggiunti:
- Matt Molloy - flauto
- Noel Hill - concertina
- Tony Linnaue - fiddle
- Bill Whelan - tastiere